# Tölö distrikt
Tölö distrikt är ett distrikt i Kungsbacka kommun och Hallands län. 
Distriktet ligger norr om Kungsbacka. 

## Tidigare administrativ tillhörighet
Distriktet inrättades 2016 och utgörs av en del av området som Kungsbacka stad omfattade till 1971, delen som  före 1969 utgjorde Tölö socken.
Området motsvarar den omfattning Tölö församling hade vid årsskiftet 1999/2000.